# Léo Legrand
Léo Legrand (* 5. listopadu 1995, Longumeau, Francie) je francouzský dětský herec.

## Kariéra
Veřejnosti se představil v roce 2005 filmem Tout pour plaire. Ve stejném roce se ještě ukázal ve filmu Saison. První velkou roli dostal ve filmu Zkáza zámku Herm, kde si zahrál malého Jacquoua po boku Gasparda Ulliela nebo Tchékyho Karya. Dále se objevil ve filmech Les yeux bandés, Adriana et moi (TV film, spolu s Adrianou Sklenaříkovou), Les enfants de Timpelbach, La rube du soir a Vertraute Tremde (ve kterém hraje Alexandra Maria Lara známá z filmu Pád Třetí Říše).

## Filmografie

### Filmy
- 2005 - Tout pour plaire, Saison
- 2007 - Zkáza zámku Herm, Les yeux bandés
- 2008 - Děti z Timpelbachu
- 2009 - La robe du soir
- 2010 - Vzdálená čtvrť
- 2011 - Mon arbre

### Televizní filmy
- 2007 - Adriana et moi

### Seriály
- 2007 - Une famille formidable